# رمانتیسم راین

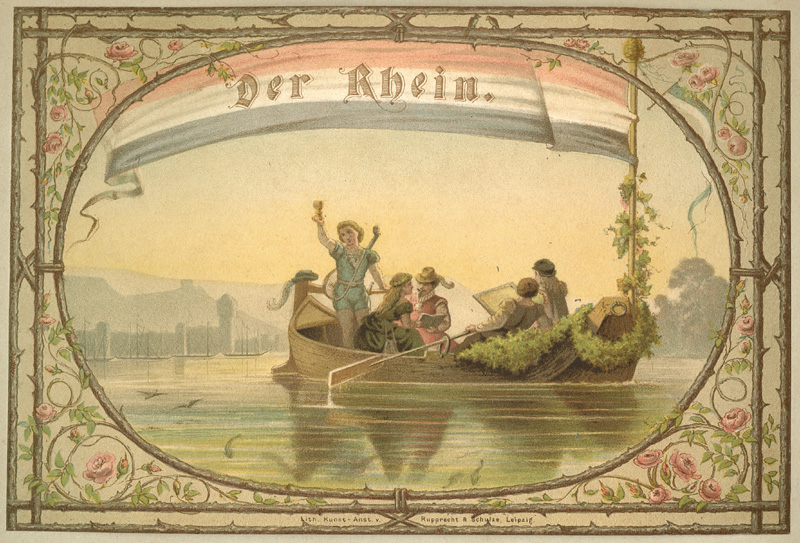
نمونه‌ای از هنر رمانتیسم راین، اثر کارل کریستیان کوهلر.

رمانتیسم راین (به آلمانی: Rheinromantik) جریانی هنری، ادبی، و فرهنگی در قرن نوزدهم بود که بر زیبایی‌های طبیعی، تاریخی، و فرهنگی منطقه رود راین در آلمان تمرکز داشت. این جنبش، که بخشی از رمانتیسم اروپایی محسوب می‌شود، با الهام از مناظر بکر دره راین، قلعه‌های قرون وسطایی، افسانه‌ها، و حس نوستالژی برای گذشته تاریخی آلمان شکل گرفت. رمانتیسم راین در نقاشی، ادبیات، موسیقی، و بعدها گردشگری تأثیر عمیقی گذاشت و به خلق تصویری رؤیایی از منطقه راین کمک کرد.

## تاریخچه

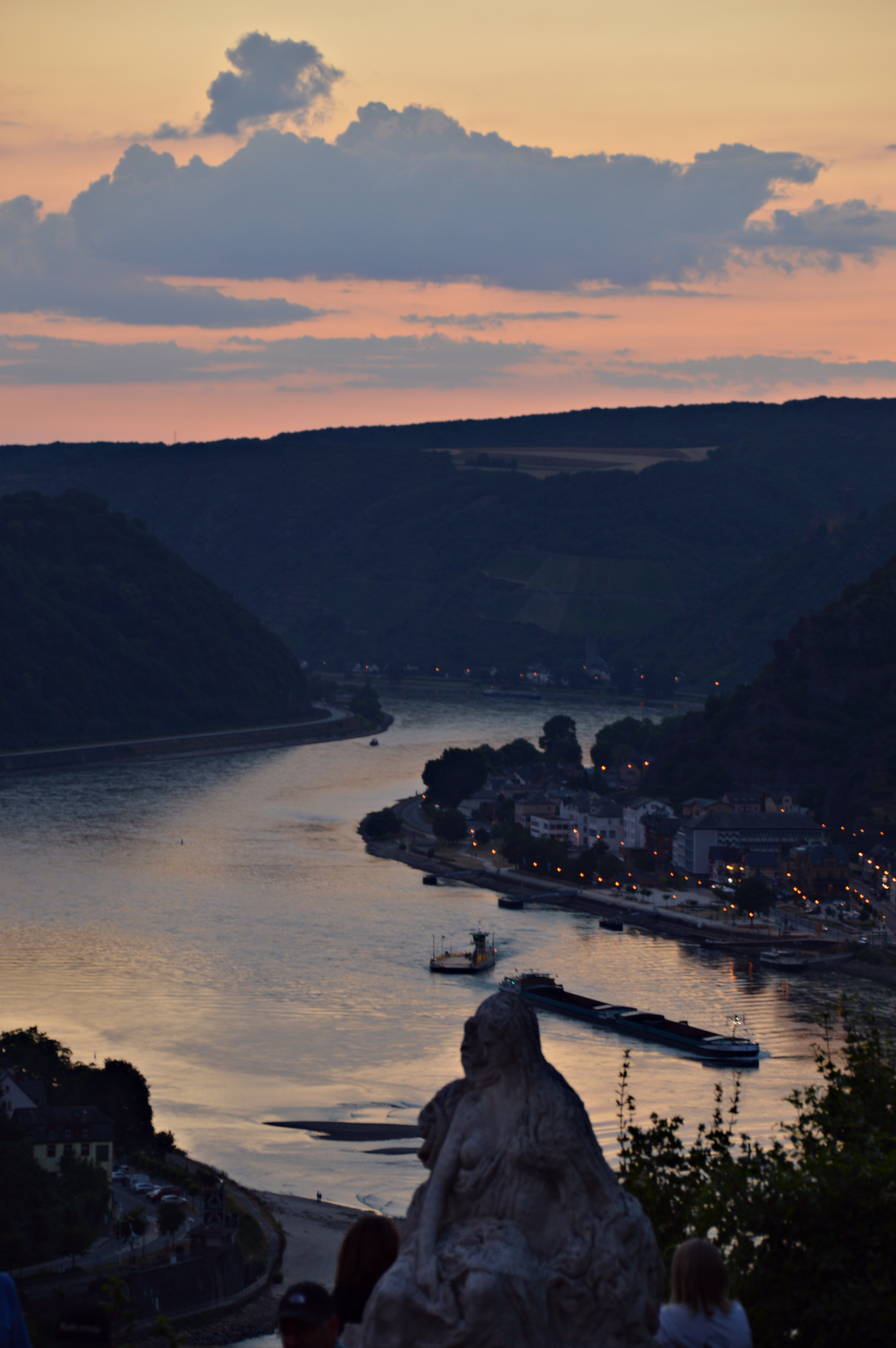
نمایی از صخره لورلای و درهٔ میانی راین، نمادی از زیبایی طبیعی که الهام‌بخش رمانتیسم راین بود.

رمانتیسم راین (به آلمانی: Rheinromantik) جریانی هنری، ادبی و فرهنگی بود که در اواخر قرن هجدهم و اوایل قرن نوزدهم در آلمان شکل گرفت و بر زیبایی‌های طبیعی، تاریخی و اسطوره‌ای منطقهٔ رود راین، به‌ویژه درهٔ میانی راین بین شهرهای ماینتس و کلن، تمرکز داشت. این جنبش، که بخشی از رمانتیسم گسترده‌تر اروپایی به‌شمار می‌رود، در واکنش به صنعتی‌شدن سریع، عقل‌گرایی عصر روشنگری و تحولات اجتماعی ناشی از انقلاب فرانسه پدید آمد. رمانتیسم راین با تأکید بر احساسات، طبیعت، نوستالژی نسبت به گذشتهٔ تاریخی و افسانه‌های محلی، تأثیر عمیقی بر هنر، ادبیات، موسیقی، معماری و گردشگری گذاشت. این جریان همچنین نقشی مهم در تقویت حس هویت ملی آلمانی پیش از اتحاد آلمان در سال ۱۸۷۱ ایفا کرد و منطقهٔ راین را به یکی از نمادهای فرهنگی و تاریخی اروپا بدل نمود.

### ظهور اولیه (اواخر قرن هجدهم)
رمانتیسم راین در اواخر قرن هجدهم، زمانی که نویسندگان و شاعران آلمانی به ستایش مناظر طبیعی و تاریخ غنی منطقهٔ راین پرداختند، ریشه دواند. یوهان ولفگانگ فون گوته در سال ۱۷۷۴، طی سفرهایش به راین، در یادداشت‌های خود از زیبایی‌های درهٔ راین سخن گفت و آن را منبعی برای الهام شاعرانه توصیف کرد. فریدریش هولدرلین و هاینریش فون کلیست نیز با توصیف مناظر و افسانه‌های محلی راین در آثارشان، زمینه‌ساز نگاه رمانتیک به این منطقه شدند. فریدریش شلگل، از نظریه‌پردازان برجستهٔ رمانتیسم، در سال ۱۸۰۶ در یادداشت‌های سفرش (Rheinfahrt) نوشت: «برای من، تنها مناطقی که معمولاً خشن و وحشی خوانده می‌شوند، زیبا هستند.» این گفته نشان‌دهندهٔ جذابیت طبیعت بکر راین برای هنرمندان رمانتیک بود.
اشغال ساحل چپ راین توسط نیروهای فرانسوی پس از انقلاب فرانسه (۱۷۹۴–۱۸۱۵) به تقویت حس هویت ملی آلمانی کمک کرد. در این دوره، راین به نمادی از فرهنگ و تاریخ آلمان در برابر نفوذ خارجی تبدیل شد. شاعرانی مانند ارنست موریتس آرنت با سرودن شعر «Was ist des Deutschen Vaterland?» در سال ۱۸۱۳، که شامل خط معروف «راین، راین، راین آلمانی» بود، این حس ملی‌گرایانه را تقویت کردند. این آثار، راین را به نمادی از مقاومت و هویت آلمانی بدل کردند.

### نقش بریتانیا در جهانی‌سازی رمانتیسم راین
در اوایل قرن نوزدهم، نویسندگان و هنرمندان بریتانیایی نقش مهمی در ترویج تصویر رمانتیک راین در سطح جهانی ایفا کردند. لرد بایرون، شاعر برجستهٔ رمانتیک، در سال ۱۸۱۶ طی سفر به راین، در اثرش چایلد هارولد (۱۸۱۸) مناظر این منطقه را با توصیفاتی شاعرانه و احساسی به تصویر کشید و توجه مخاطبان انگلیسی‌زبان را جلب کرد. مری شلی، نویسندهٔ رمان فرانکنشتاین، در سفرهایش در سال‌های ۱۸۱۴ و ۱۸۱۶ از راین الهام گرفت و بخش‌هایی از داستان خود را در این منطقه قرار داد که حس رمزآلود و رمانتیک را منتقل می‌کرد. آن ردکلیف، نویسندهٔ رمان‌های گوتیک، نیز با توصیف مناظر راین در آثارش، به خلق تصویری رمانتیک و اسرارآمیز از این منطقه کمک کرد.
نقاشان بریتانیایی نیز تأثیر بسزایی داشتند. ویلیام ترنر، نقاش برجستهٔ رمانتیک، در دهه‌های ۱۸۱۰ و ۱۸۲۰ مجموعه‌ای از نقاشی‌های آبرنگ از مناظر راین خلق کرد که با استفاده از نور و رنگ، حس عرفانی و شگفتی این منطقه را به تصویر کشیدند. کتاب‌های مصور مانند Illustrations of the Rhine اثر ساموئل پراوت (۱۸۲۴) و Views of the Rhine اثر ویلیام تومبلسون (۱۸۳۲) با ارائهٔ تصاویری دقیق و رمانتیک از درهٔ راین، این منطقه را به مقصدی جذاب برای گردشگران و هنرمندان تبدیل کردند. این تلاش‌ها، که در منابعی مانند Rheinromantik نوشتهٔ ماتیاس اشمندت (۲۰۰۲) مستند شده‌اند، نشان‌دهندهٔ تأثیر جهانی رمانتیسم راین هستند.

### اوج‌گیری جنبش و تأثیرات ادبی و هنری
رمانتیسم راین در اوایل قرن نوزدهم با آثار ادبی، هنری و موسیقیایی متعدد به اوج خود رسید. کلمنس برنتانو و آخیم فون آرنیم، دو شاعر برجستهٔ رمانتیک، در سال ۱۸۰۲ به راین سفر کردند و با گردآوری افسانه‌های محلی در مجموعهٔ دس کنابن ووندرهورن (۱۸۰۶–۱۸۰۸)، به ترویج فرهنگ و فولکلور راین کمک کردند. برنتانو در سال ۱۸۰۱ افسانهٔ لورلای را معرفی کرد که بعدها توسط هاینریش هاینه در شعر معروف «Die Loreley» (۱۸۲۴) به نمادی از رمانتیسم راین تبدیل شد. این افسانه، که داستان دوشیزه‌ای را روایت می‌کند که با آوازش ملوانان را به سوی صخره‌ها می‌کشاند، در شعر، موسیقی و نقاشی بازتاب یافت و به یکی از شناخته‌شده‌ترین نمادهای این جنبش بدل شد.
در هنرهای تجسمی، نقاشانی مانند کارل فریدریش شینکل و کاسپار داوید فریدریش مناظر راین را با حس عرفانی و شگفتی به تصویر کشیدند. شینکل، که بیشتر به‌عنوان معمار شناخته می‌شود، نقاشی‌هایی از درهٔ راین خلق کرد که زیبایی طبیعی و تاریخی منطقه را برجسته می‌کردند. فریدریش نیز با سبک خاص خود، که بر عظمت طبیعت و احساسات انسانی تأکید داشت، مناظر راین را به‌گونه‌ای به تصویر کشید که حس نوستالژی و معنویت را منتقل می‌کرد. در موسیقی، آهنگسازانی مانند فرانتس لیست با آثاری چون «Die Loreley» (۱۸۴۱) و «Die Zelle in Nonnenwerth» (۱۸۴۰–۱۸۴۳)، و رابرت شومان با سمفونی سوم «راینی» (۱۸۵۰)، به ستایش راین پرداختند. ریچارد واگنر نیز با اپرای حلقه نیبلونگ (۱۸۴۸–۱۸۷۴)، که بر پایهٔ ساگای نیبلونگن‌لید بود، افسانه‌های راین را در قالب موسیقی دراماتیک بازنمایی کرد و این منطقه را به‌عنوان منبعی از الهام اسطوره‌ای معرفی نمود.

### احیای معماری و بورگن‌رنایسانس
یکی از ویژگی‌های برجستهٔ رمانتیسم راین، احیای معماری قرون وسطایی در دوره‌ای بود که به «بورگن‌رنایسانس» (رنسانس قلعه‌ها) در قرن نوزدهم شهرت یافت. بسیاری از قلعه‌های ویران‌شدهٔ راین، مانند قلعه استولزنفلس نزدیک کوبلنتس و قلعه راین‌اشتاین، بازسازی شدند. قلعهٔ استولزنفلس، که در قرن سیزدهم ساخته شده بود، در سال ۱۶۸۹ تخریب شد و تا سال ۱۸۱۵ به حال خود رها شده بود. در آن سال، شهر کوبلنتس این خرابه را به فریدریش ویلهلم چهارم، پادشاه آیندهٔ پروس، اهدا کرد. او بین سال‌های ۱۸۳۵ تا ۱۸۴۲، با همکاری کارل فریدریش شینکل، آن را به کاخی تابستانی در سبک نئوگوتیک تبدیل کرد. این بازسازی‌ها، که اغلب بر اساس تصورات رمانتیک از قرون وسطا بودند تا واقعیت تاریخی، نمادی از نوستالژی برای گذشتهٔ باشکوه آلمان به‌شمار می‌رفتند.
سبک نئوگوتیک همچنین در سازه‌های غیرمذهبی، مانند ورودی‌های تونل‌های راه‌آهن در درهٔ راین، به کار رفت. این سازه‌ها با برجک‌ها و تزئینات طراحی شدند تا با فضای رمانتیک منطقه هماهنگ باشند. به گفتهٔ ماتیاس اشمندت در کتاب Rheinromantik (۲۰۰۲)، این بازسازی‌ها نه‌تنها به حفظ میراث تاریخی کمک کردند، بلکه تصویر رمانتیک راین را به‌عنوان مقصدی فرهنگی و تاریخی تقویت نمودند. پروژه‌های بازسازی مانند قلعهٔ دراکنشفلس و قلعهٔ راین‌اشتاین نیز نشان‌دهندهٔ تلاش اشراف پروسی برای احیای شکوه قرون وسطایی بود.

### توسعه گردشگری
رمانتیسم راین نقشی کلیدی در تبدیل منطقهٔ راین به یکی از مقاصد اصلی گردشگری اروپا در قرن نوزدهم ایفا کرد. با راه‌اندازی قایق‌های بخار در سال ۱۸۲۷ و گسترش شبکهٔ راه‌آهن در دهه‌های ۱۸۳۰ و ۱۸۴۰، دسترسی به درهٔ راین آسان‌تر شد و گردشگران از سراسر اروپا، به‌ویژه انگلستان، فرانسه و حتی آمریکا، به این منطقه جذب شدند. کتاب‌های راهنمای سفر، مانند کتاب‌های بادکر، که برخی از جلدهای آن توسط دیوید لوی الکان، نقاش و لیتوگراف یهودی ساکن کلن، طراحی شده بود، جاذبه‌های راین را با جزئیات معرفی کردند و به ترویج تصویر رؤیایی این منطقه کمک کردند. سفر ملکه ویکتوریا به راین در سال ۱۸۴۵ و توصیفات او از مناظر و قلعه‌های منطقه، شهرت جهانی راین را بیش از پیش افزایش داد.

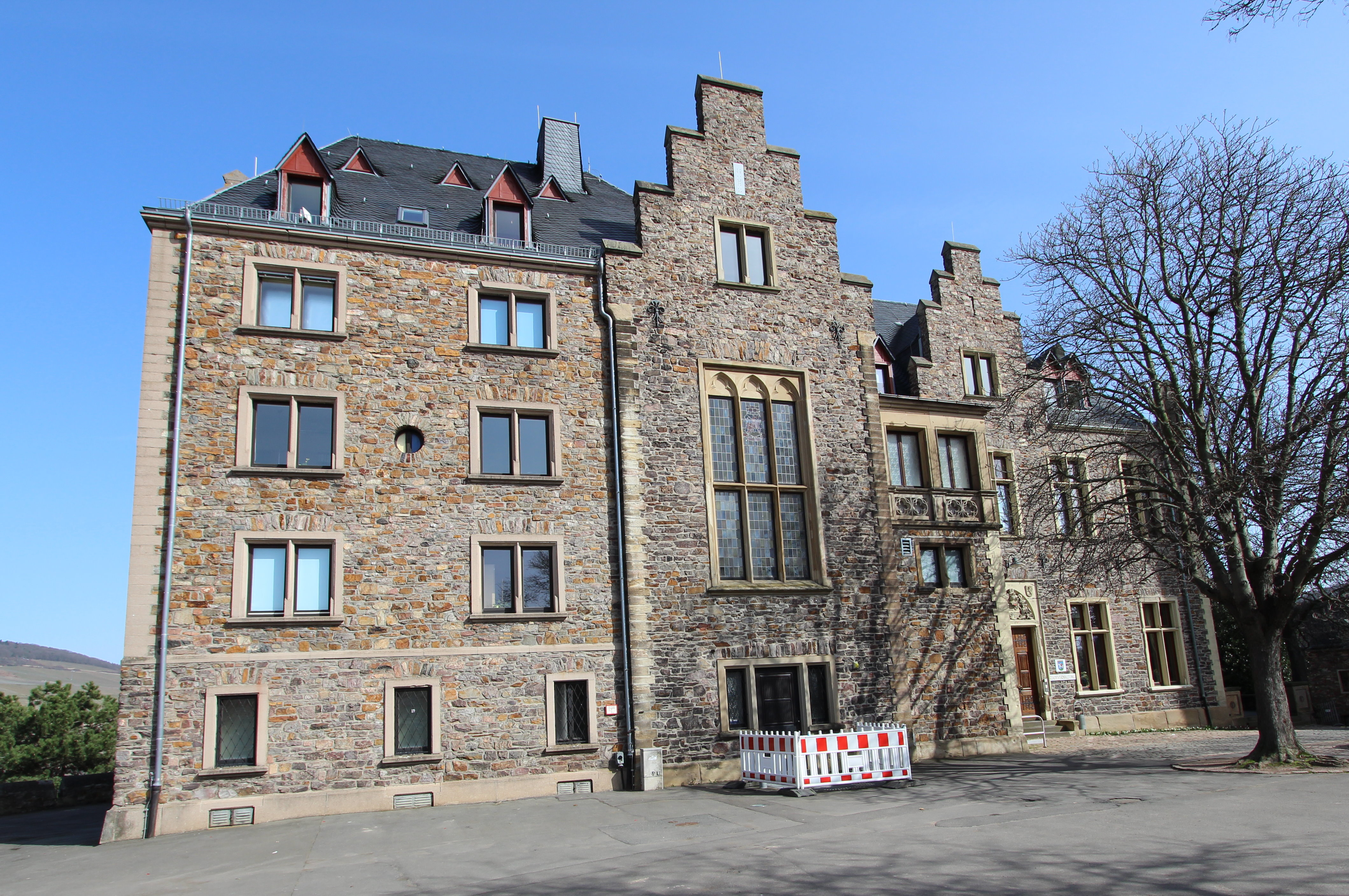
نمایی از قلعهٔ کلوپ در بینگن، یکی از مقاصد کلیدی گردشگری در دورهٔ رمانتیسم راین.

کتاب‌های بازدیدکنندگان قلعه کلوپ در بینگن، که از سال ۱۸۲۶ تا ۱۹۱۵ نگهداری می‌شدند، منبعی ارزشمند برای درک تاریخ گردشگری راین هستند. این کتاب‌ها، که توسط جامعهٔ تاریخی بینگن تحلیل شده‌اند، حدود ۴۰٬۰۰۰ تا ۷۴٬۰۰۰ امضا از بازدیدکنندگان کشورهای مختلف، از جمله آلمان، انگلستان، فرانسه، هلند و آمریکا را در بر دارند. این اسناد، که در کتاب Ein 'Who is Who' der Rheinromantik: Die Besucherbücher der Burg Klopp 1826–1882 (۲۰۱۰) بررسی شده‌اند، نشان‌دهندهٔ جذابیت بین‌المللی راین به‌عنوان مقصدی رمانتیک هستند.

### تأثیر بر هویت ملی
رمانتیسم راین به تقویت حس هویت ملی آلمانی در دوره‌ای کمک کرد که آلمان هنوز کشوری یکپارچه نبود. اشعاری مانند «Die Wacht am Rhein» اثر کارل ویلهلم (۱۸۵۴) و «Rheinlied» اثر نیکولائوس بکر (۱۸۴۰)، راین را به نمادی از وحدت و مقاومت ملی تبدیل کردند. این آثار، به‌ویژه در دورهٔ جنگ‌های ناپلئونی و پس از آن، به تقویت حس ملی‌گرایی کمک کردند. بازسازی قلعه‌ها و مطالعهٔ تاریخ قرون وسطایی نیز بخشی از تلاش برای پیوند با گذشتهٔ تاریخی آلمان بود. به گفتهٔ گرترود تسپل-کافمان در کتاب Der Rhein. Ein literarischer Reiseführer (۲۰۰۶)، رمانتیسم راین به خلق تصویری از راین به‌عنوان «رودخانهٔ آلمانی» یاری رساند و نقشی مهم در آستانهٔ اتحاد آلمان در سال ۱۸۷۱ ایفا کرد.
افسانه‌هایی مانند لورلای و داستان‌هایی مانند ساگای نیبلونگن‌لید، که در آثار واگنر بازنمایی شدند، به‌عنوان بخشی از میراث فرهنگی آلمان تقویت شدند. این افسانه‌ها نه‌تنها در ادبیات و هنر، بلکه در آموزش و فرهنگ عمومی نیز جایگاهی ویژه یافتند و به شکل‌گیری هویت ملی کمک کردند.

### میراث تاریخی
رمانتیسم راین تأثیراتی ماندگار بر فرهنگ آلمان و اروپا بر جای گذاشت. ثبت دره راین بالا به‌عنوان میراث جهانی یونسکو در سال ۲۰۰۲ گواهی بر اهمیت تاریخی و فرهنگی این منطقه است. موزه‌هایی مانند موزهٔ آم اشتروم در بینگن همچنان آثار و نمایشگاه‌های مرتبط با رمانتیسم راین را به نمایش می‌گذارند و افسانه‌هایی مانند لورلای در ادبیات، فیلم، موسیقی و رسانه‌های مدرن بازتاب دارند. نمایشگاه‌های دائمی این موزه، که تحت مدیریت ماتیاس اشمندت است، شامل نقاشی‌ها، اسناد تاریخی و کتاب‌های بازدیدکنندگان است که جزئیات دقیقی از تأثیرات فرهنگی و گردشگری رمانتیسم راین ارائه می‌دهند.

## ویژگی‌ها
رمانتیسم راین ویژگی‌های مشخصی دارد که آن را از دیگر شاخه‌های رمانتیسم متمایز می‌کند:
تمرکز بر طبیعت: مناظر دره راین، از جمله صخره‌ها، جنگل‌ها، و رودخانه، به‌عنوان نمادهای زیبایی و عظمت طبیعت در آثار هنری برجسته شدند.
نوستالژی تاریخی: قلعه‌های قرون وسطایی، مانند قلعه راین‌اشتاین و دراکنشفلس، و داستان‌های باستانی به‌عنوان نمادهای گذشته باشکوه آلمان ستایش شدند.
افسانه‌ها و اسطوره‌ها: افسانه‌هایی مانند لورلای، که درباره دوشیزه‌ای است که با آوازش ملوانان را به سوی صخره‌ها می‌کشاند، در شعر و موسیقی رمانتیک بازتاب یافت.
تأکید بر احساسات: آثار رمانتیسم راین اغلب حس غم‌انگیزی، شگفتی، یا حسرت برای گذشته را منتقل می‌کنند.
تأثیر در گردشگری: رمانتیسم راین با ترویج تصویر رؤیایی از راین، به توسعه گردشگری در منطقه کمک کرد و شهرهایی مانند کوبلنتس و ماینتس را به مقاصد محبوب تبدیل کرد.

## نمایندگان برجسته
رمانتیسم راین هنرمندان و نویسندگان متعددی را به خود جذب کرد. برخی از نمایندگان برجسته این جنبش عبارت‌اند از:
کلمنس برنتانو: شاعر و نویسنده رمانتیک که اشعار و داستان‌هایش از افسانه‌های راین الهام گرفته بود.
کارل زیمروک: شاعری که افسانه لورلای را در شعری معروف جاودانه کرد.
کارل فریدریش شینکل: معمار و نقاش که مناظر راین را در نقاشی‌های خود به تصویر کشید.
دیوید لوی الکان: نقاش و لیتوگراف یهودی که در کلن فعالیت داشت و با طراحی جلد کتاب‌های راهنمای سفر بادکر در سبک بیدرمایر به رمانتیسم راین کمک کرد.
کاسپار داوید فریدریش: نقاش رمانتیک که مناظر طبیعی راین را با حس عرفانی به تصویر کشید.

## تأثیرات فرهنگی
رمانتیسم راین تأثیرات گسترده‌ای بر فرهنگ آلمان و اروپا داشت:
ادبیات و موسیقی: آثار ادبی و موسیقایی، مانند اپرای حلقه نیبلونگ اثر ریچارد واگنر، از افسانه‌ها و مناظر راین الهام گرفتند.
گردشگری: کتاب‌های راهنمای سفر بادکر، که برخی از جلدهای آن توسط دیوید لوی الکان طراحی شده بود، منطقه راین را به‌عنوان مقصدی رمانتیک معرفی کردند.
معماری: بازسازی قلعه‌های قرون وسطایی، مانند قلعه استولزنفلس، در قرن نوزدهم تحت تأثیر رمانتیسم راین انجام شد.
هویت ملی: این جنبش به تقویت حس هویت ملی آلمانی در دوره پیش از اتحاد آلمان کمک کرد، به‌ویژه با تأکید بر تاریخ و فرهنگ منطقه راین.

## میراث
رمانتیسم راین همچنان در فرهنگ معاصر آلمان تأثیرگذار است. منطقه دره راین که در سال ۲۰۰۲ به‌عنوان میراث جهانی یونسکو ثبت شد و همچنان یکی از مقاصد اصلی گردشگری در اروپا است. افسانه‌ها و تصاویر رمانتیک راین  در ادبیات، فیلم، و رسانه‌های مدرن نیز بازتاب دارند. نمایشگاه‌های هنری و موزه‌ها، مانند موزه رمانتیسم راین در کوبلنتس، آثار هنرمندان این جنبش را به نمایش می‌گذارند.

## نگارخانه

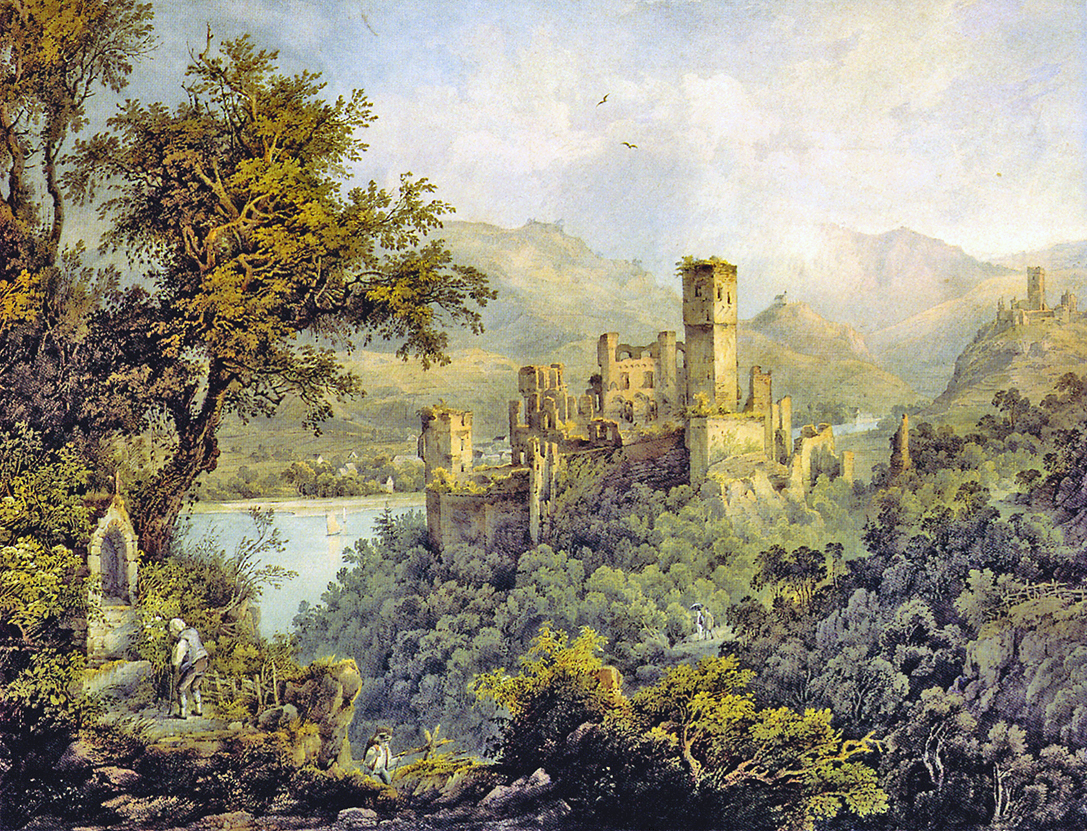
قلعهٔ استولزنفلز و لاهنک (۱۸۳۶)، اثر کارل بودمر. نمونه‌ای از احیای معماری قرون وسطایی در دورهٔ بورگن‌رنایسانس.
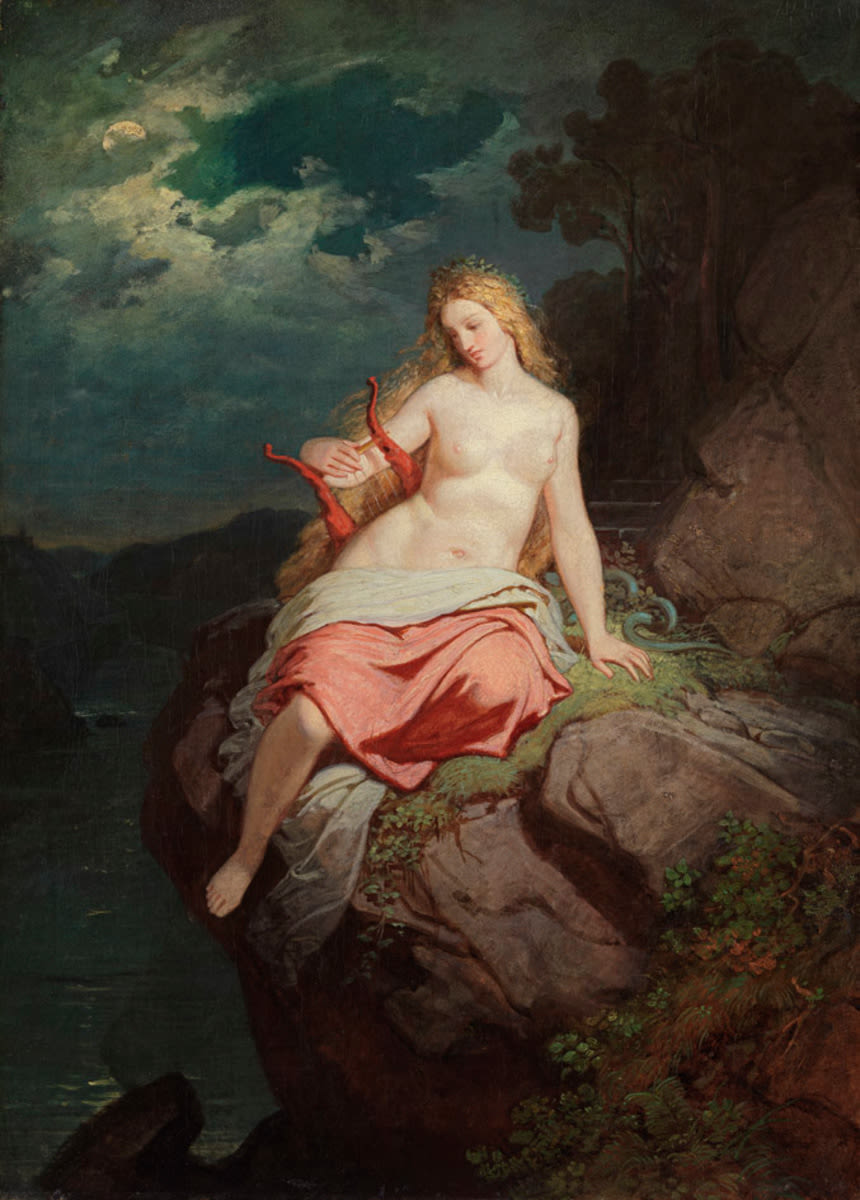
«لورلای» اثر فیلیپ فولتز (سدهٔ۱۹م). تجسمی رمانتیک از اسطورهٔ لورلای، مایه‌الهام ادبیات و موسیقی منطقه راین.
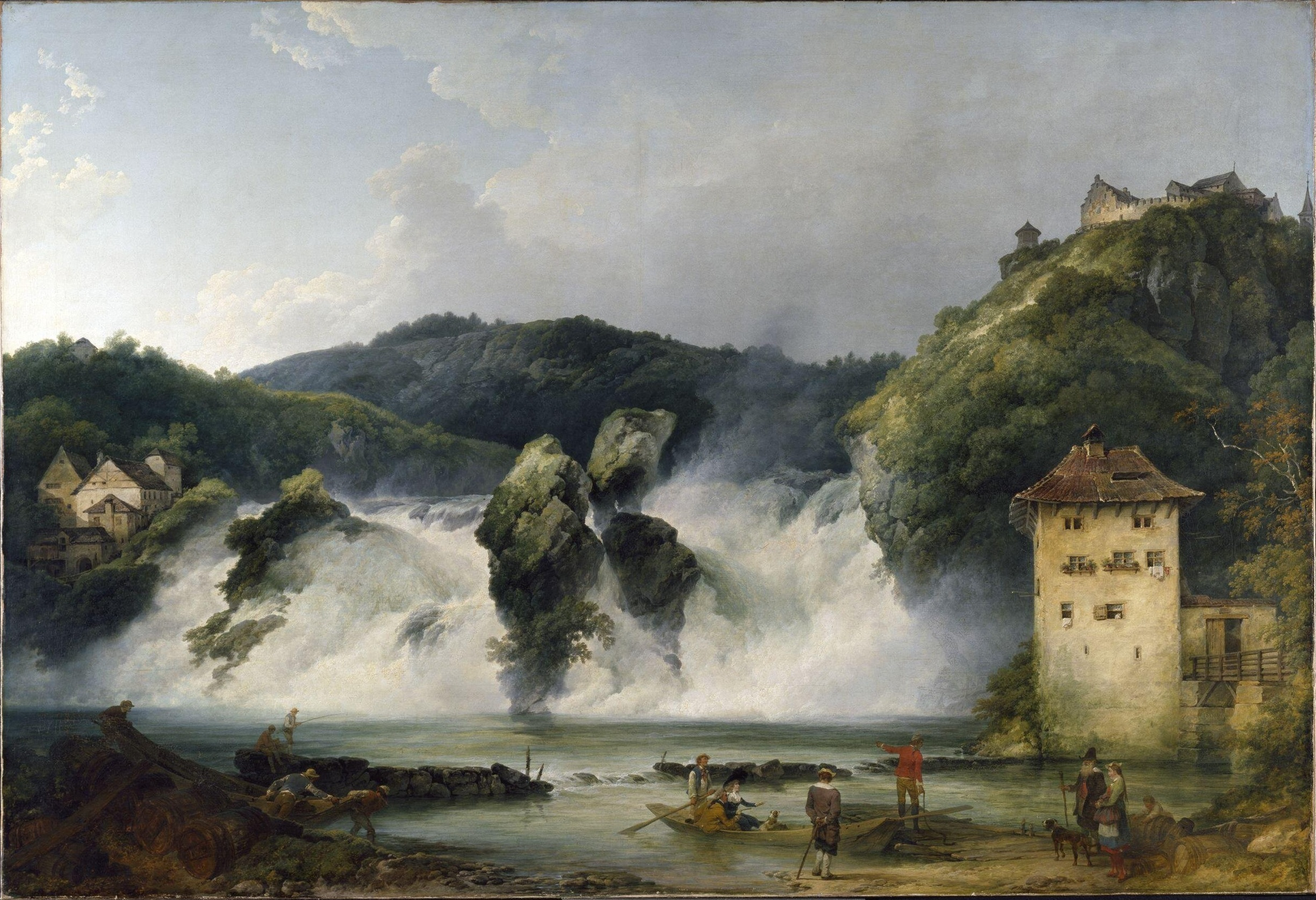
«آبشار راین در شاف‌هاوزن» اثر فیلیپ جیمز لوتربورگ (۱۷۸۸)، یکی از نخستین نماهای رمانتیک از آبشارهای راین. 2
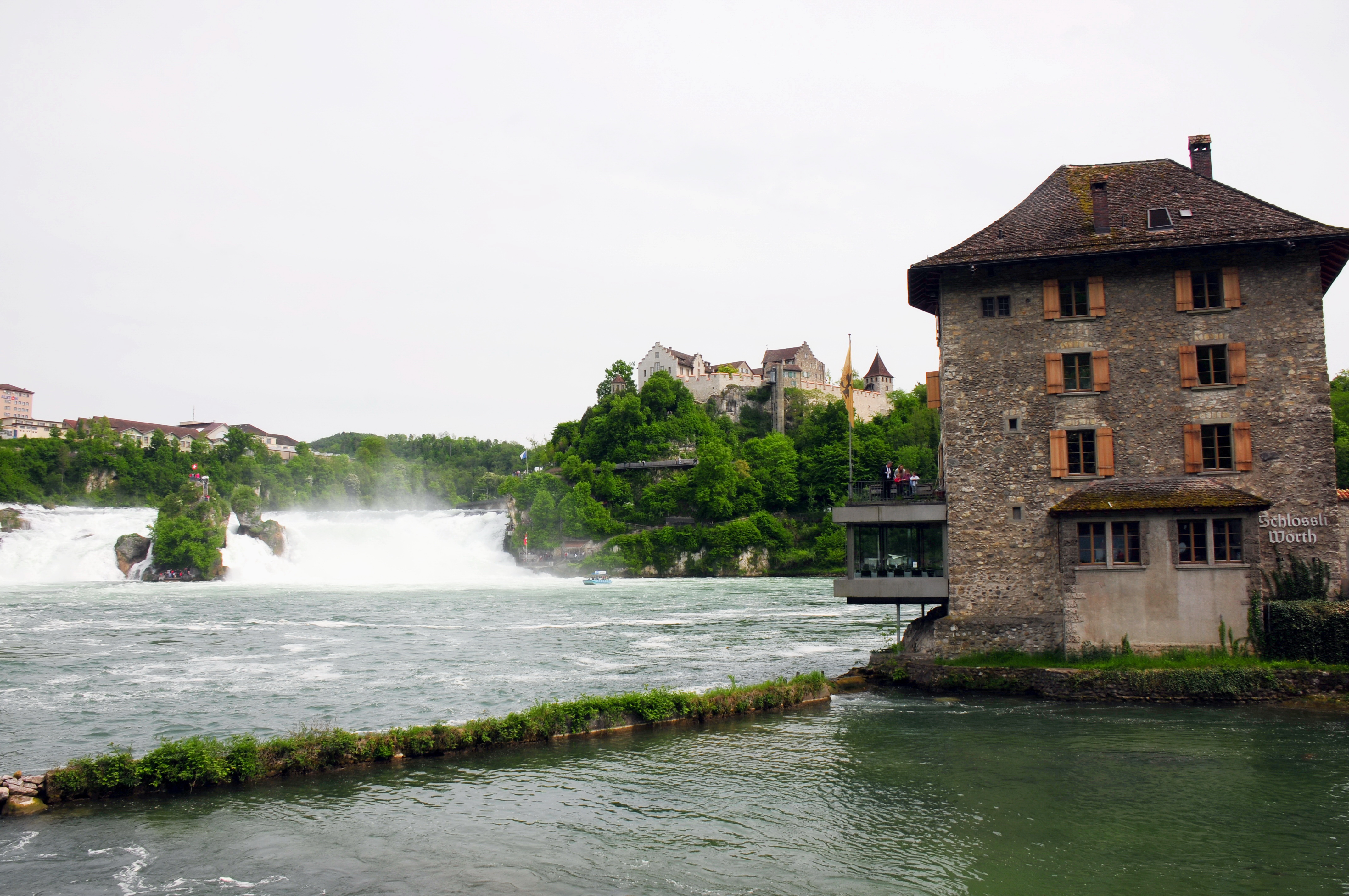
نمای پانورامیک واقعی از آبشار راین در شاف‌هاوزن (۲۰۱۵)، ثبت‌شده توسط Henk Monster (CC BY ۳٫۰). 4
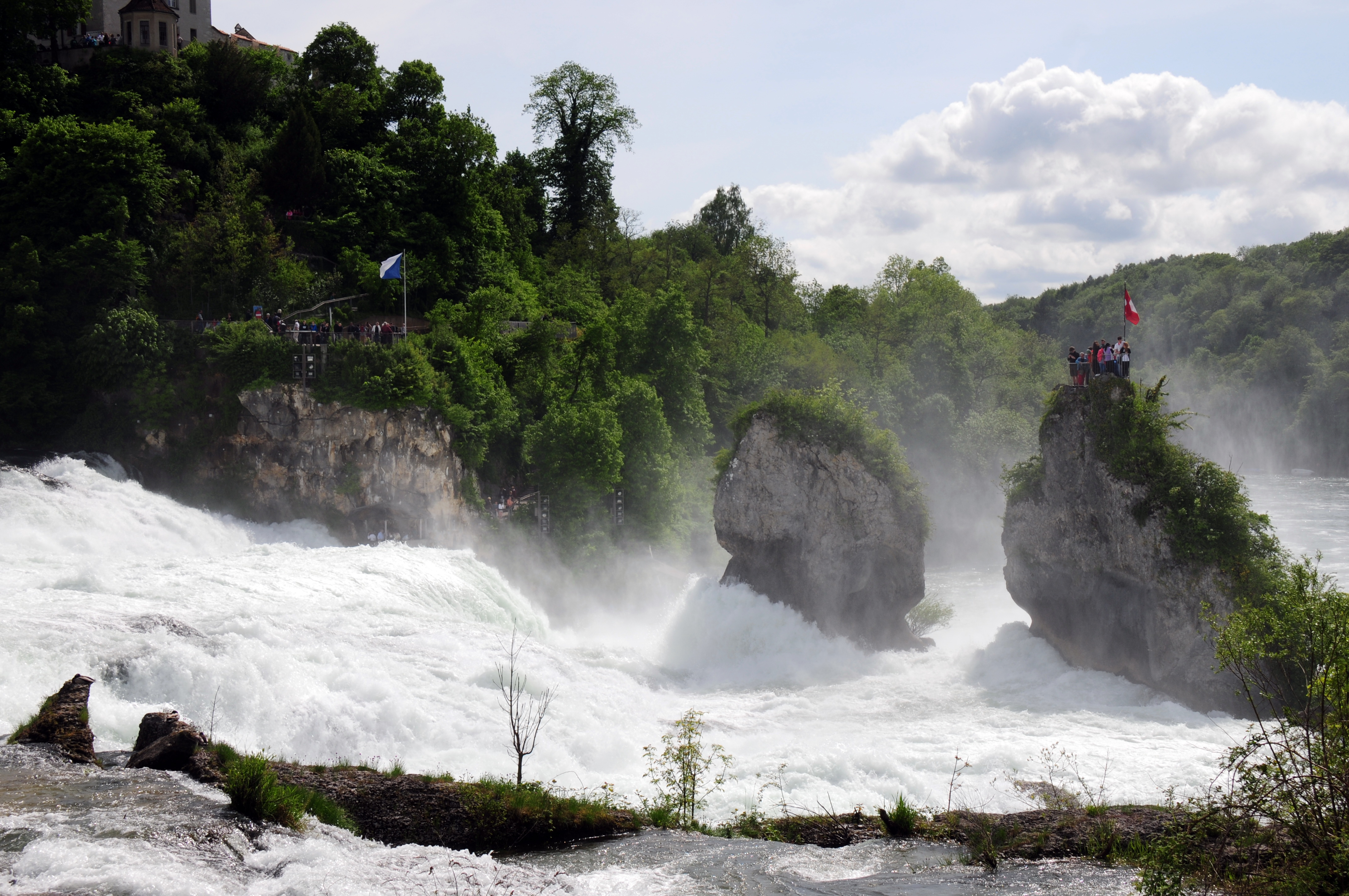
نمای نزدیک آبشار راین در شاف‌هاوزن از پایین (۲۰۱۵)، اثر Henk Monster (CC BY ۳٫۰)، نشان‌دهندهٔ جذابیت طبیعی منطقه. 5

### Additional Resources
Schulte-Peevers, Andrea. Germany. Lonely Planet, 2007. Pages 342–350. ISBN: 978-1741045888.
The Romantic Rhine. UNESCO World Heritage Centre. UNESCO. Accessed July 13, 2025.
David Levy Elkan. Wikipedia German. Link to Wikipedia. Accessed July 13, 2025.